# Komatsu D575A-3
El Komatsu D575A-3 está considerado el bulldozer más grande del mundo. Fabricado por la compañía japonesa Komatsu Ltd en 1989 hasta 2012. Está especializado para minería, debido a su gran tamaño.

## Desarrollo
Komatsu mostró por primera vez un prototipo de bulldozer de 1,000 caballos de fuerza (750 kW), el D555A, al público en la exposición de equipos Conexpo en Houston, Texas en 1981. Debido a las condiciones económicas del momento, el desarrollo se estancó durante gran parte de la década de 1980. Un sucesor del prototipo D555A, el D575A-2 SR Super Ripper, comenzó las pruebas de campo en Norteamérica en 1989, y la producción total comenzó en 1991.

## Motor
Un motor diésel Komatsu SA12V170E de 12 cilindros, cuatro tiempos, refrigerado por agua, inyección directa, turboalimentado y 1.150 caballos de fuerza (860 kW) alimenta las 152.6 t (168 toneladas cortas) de D575A.

## Cuchilla
El D575A tiene una hoja estándar que mide 3,63 m de alto y 7,39 m de ancho, lo que permite que el D575A mueva 69 m³ de material por pase.

## Aplicaciones
El D575A se usa principalmente en minas de superficie en Virginia Occidental, la mayoría opera en sitios de Alpha Natural Resources en Appalachia. Hasta la fecha, 17 D575A están en servicio en los West Virginia Coal Fields. Hay uno que opera en Las Vegas, y otros 2 que operan en la Isla Nueva de Nueva Zelanda en la mina de Stockton.

## Note
1. ↑  «10 of the Biggest Dozers in the World | Al Marwan». 10 of the Biggest Dozers in the World | Al Marwan (en inglés). Consultado el 3 de enero de 2025.
2. ↑  «Kikki's Workshop [ The Museum of CONSTRUCTION EQUIPMENT ]Komatsu Bulldozer D575A(1992)». www.kenkenkikki.jp. Consultado el 3 de enero de 2025.
3. ↑  «Komatsu’s Big Boy Still Generates Huge Interest». www.earthmoversmagazine.co.uk. Consultado el 3 de enero de 2025.
4. ↑  Orlemann, Eric C. Colossal Caterpillar : The Ultimate Earthmover (en inglés). MotorBooks International. ISBN 978-1-61060-581-6. Consultado el 7 de junio de 2023.
5. ↑  «Archive products: Komatsu Crawler Dozer D575A-3». www.komatsu.eu (en inglés). Consultado el 3 de enero de 2025.
6. ↑  «KOMATSU D575A-3». Bruce Equipment Inc (en inglés británico). Consultado el 3 de enero de 2025.
7. ↑  Haddock, Keith (2007). The Earthmover Encyclopedia (en inglés). MotorBooks International. ISBN 978-1-61059-209-3. Consultado el 7 de junio de 2023.
8. ↑  «No Bull About It: The World's Largest Dozer : IMT Industry Market Trends». web.archive.org. 14 de octubre de 2010. Consultado el 7 de junio de 2023.